# Финляндия (стихотворение Гуро)
«Финля́ндия» — самое известное и самое цитируемое стихотворение Елены Гуро, написанное ею незадолго до смерти в 1913 году. Впервые опубликовано в задуманном самой Гуро посмертном сборнике «Трое» (1913) с участием Велимира Хлебникова и Алексея Кручёных и с посвящёнными Гуро обложкой и иллюстрациями Казимира Малевича.

## История и место стихотворения в поэзии

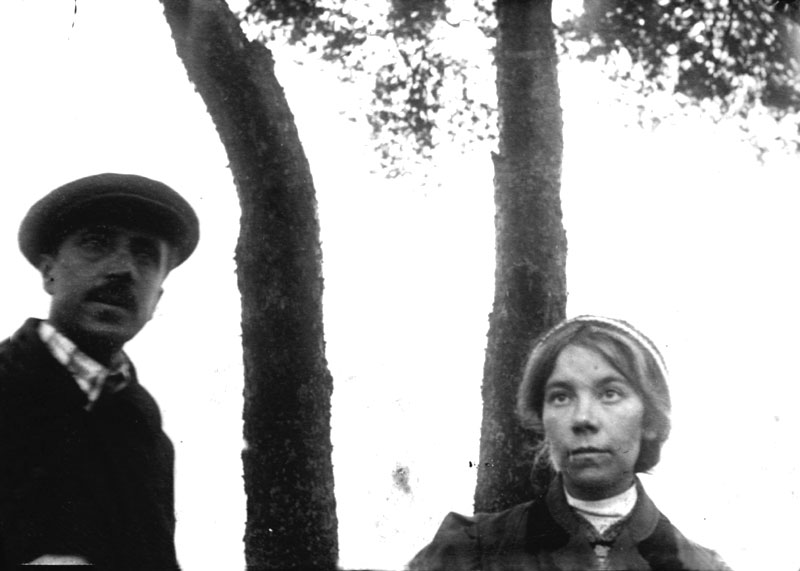
Елена Гуро и её муж Михаил Матюшин

Написанное, предположительно, в 1913 году, стихотворение «Финляндия» было впервые опубликовано в 1913 году после смерти Елены Гуро в задуманном ею в апреле 1913 года сборнике «Трое», в котором участвовали она сама, Велимир Хлебников и Алексей Кручёных. Обложку и иллюстрации к сборнику выполнил Казимир Малевич, посвятивший их памяти Гуро.
«Финляндия» — самое известное и самое цитируемое стихотворение Елены Гуро.
По мнению Сергея Бирюкова, «Финляндия» — один из самых ярких примеров прорыва будетлян, хорошо усвоивших уроки символизма, к передаче «музыки ощущений самим словом, звуком, а не описанием звука».

## Текст

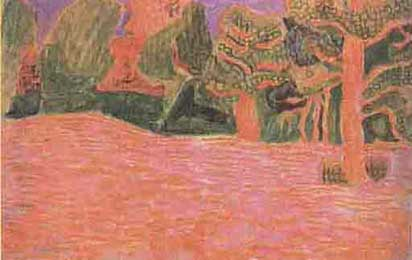
Елена Гуро. «Сосны» (1912)

| Это-ли? Нет-ли? Хвои шуят, — шуят Анна — Мария, Лиза, — нет? Это-ли? — Озеро-ли? Лулла, лолла, лалла-лу, Лиза, лолла, лулла-ли. Хвои шуят, шуят, ти-и-и, ти-и-у-у. | Лес-ли, — озеро-ли? Это-ли? Эх, Анна, Мария, Лиза, Хей-тара! Тере-дере-дере…Ху! Холе-кулэ-нэээ. Озеро-ли? — Лес-ли? Тио-и ви-и…у. |  |

## Интерпретации

### Интерпретации современников
Вадим Шершеневич:

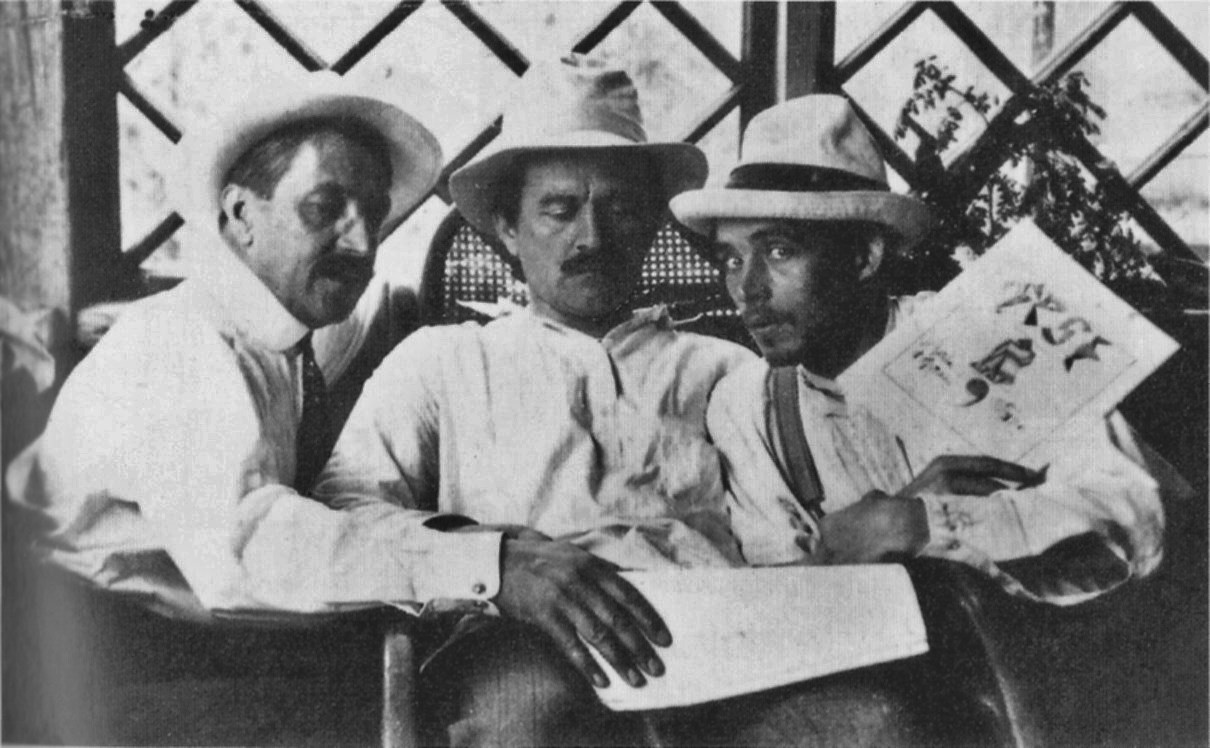
Первый Всероссийский съезд футуристов. Михаил Матюшин, Казимир Малевич, Алексей Кручёных (слева направо) на даче у Матюшина в Уусикиркко 18 июля 1913 года. В руках у Кручёных предварительный эскиз обложки сборника «Трое». Автор фотографии Михаил Матюшин

Елена Гуро ласковая, нежная. У неё и слова-то какие-то особенные, свои. У всякого другого эти слова пропали бы, измельчали, но у стихов Гуро есть особая притягательная сила. Ласковость Гуро сильна, ласковость Гуро — это обратная сила её дерзости, смелости. <…>

Она чувствует себя матерью всех вещей, всех живых существ: и куклы, и Дон-Кихота, и кота.

Все её дети изранены, и она тянет к ним свою смелую душу. <…> Елена Гуро — первая поэтесса-мать.

### Интерпретации 1980-х годов
Интерпретации сюжета «Финляндии» впервые появились в 1980-е годы и были связаны, в первую очередь, со смыслами звукового ряда стихотворения. Н. О. Нильссон предположил, что в «Финляндии» предпринята попытка «напомнить об обстановке северной ночи в середине лета, с её „белизной“, шелестом сосен и юными девушками и парнями, пляшущими на лугах», и обратил внимание на звуковые образы «колыбельной песни» и «пляски». Дж. Спендель рассматривал взаимосвязь звукового ряда (в том числе финского языка) с символической семантикой шороха ветра в соснах и колыханья воды озера, семантизированных в том числе в последних строках стихотворения «Тио-и / ви-и…ы». Оба исследователя сходились в том, что «Финляндия» представляет собой своеобразное сочетание импрессионизма с заумью.

## Публикации
- Гуро Елена, Кручёных Алексей, Хлебников Велимир. Трое / Обложка и рисунки Казимира Малевича. — СПб.: Журавль, 1913. — 96 с. — 500 экз.
- Гуро Елена. Небесные верблюжата / Иллюстрации автора. — М.: Журавль, 1914.
- Гуро Елена. Небесные верблюжата. Бедный рыцарь: Стихи и проза. — Ростов-на-Дону: Издательство Ростовского государственного университета, 1993. — 286 с.
- Гуро Елена. Жил на свете рыцарь бедный. — СПб.: Фонд русской поэзии, 1999. — 104 с. — 1000 экз.
- Гуро Елена. Небесные верблюжата: Избранное. — М.: Лимбус Пресс, 2002. — 244 с.